# Gare de Rocheville
La gare de Rocheville était une halte ferroviaire française de la ligne de Coutances à Sottevast, située à proximité du Bourg de la commune de Rocheville, dans le département de la Manche en région Normandie.

## Situation ferroviaire
Établie à 68 mètres d'altitude, la halte de Rocheville était située au point kilométrique (PK) 70,3 de la ligne de Coutances à Sottevast, entre les gares de Bricquebec et de Sottevast. 

## Service des voyageurs
Halte fermée et désaffectée.